# Intrigo mortale
Intrigo mortale (Cold Front) è un film del 1989 diretto da Allan A. Goldstein.

## Trama
L'RCMP, la CIA e il KGB sono all'inseguimento di un sicario free-lance che uccide donne scelte a caso, oltre ai bersagli per cui è stato pagato. L'agente della CIA John Hyde e la sua controparte canadese Derek McKenzie indagano sull'omicidio di un dipendente dell'ambasciata coreana e finiscono nel bel mezzo di un incubo giurisdizionale, così come l'ex moglie di Hyde, Amanda O'Rourke, che è il prossimo obiettivo dell'assassino.